# Ялангаскуль
Ялангаскуль — озеро на правом берегу среднего течения реки Дарывды. Располагается на высоте 467,7 м над уровнем моря между хребтами Ирендык и Улугуртау, в пределах территории Халиловского сельсовета на юге Абзелиловского района Республики Башкортостан.
По новым измерениям Googlemaps площадь озера составляет около 0,301 км². Длина — около 300 м, ширина — около 200 м.
Озеро-старица; котловина круглая. Питание смешанное. Западный берег заболочен. Ландшафты представлены берёзовым редколесьем. Названо в переводе с башкирского буквально Сверкающее, блестящее озеро.